# Alfa2-macroglobulina
La alfa2-macroglobulina o α2-macroglobulina è una proteina plasmatica del gruppo elettroforetico ematico delle alfa-globuline, appartenente al gruppo α2, da cui trae il prefisso. Ha peso molecolare di circa 725 kDa e ha grandi dimensioni, seconde solo alle IgM: anche in caso di notevole proteinuria, non si perde nelle urine, determinando un tracciato elettroforetico peculiare.

Questa alfa-globulina non è una proteina di fase acuta.
La α2-macroglobulina è una anti-proteasi aspecifica e molto potente, che interviene nella regolazione della coagulazione del sangue (inibisce la plasmina, come la α2-antiplasmina, la callicreina e la trombina) e della risposta immunitaria; inoltre essa trasporta anche ormoni e citochine.
Il suo ruolo è così importante che non esistono deficit congeniti, probabilmente perché sono incompatibili con la vita e lo sviluppo fetale.